# MicroStrategy
MicroStrategy es una compañía que ofrece software OLAP de inteligencia de negocio y de informes para empresas. Su software permite crear informes y análisis de datos almacenados en una Base de datos relacional y otras fuentes. MicroStrategy describe su software de informes núcleo como "ROLAP" u "OLAP Relacional" para diferenciar el uso de la tecnología de base de datos relacional y distinguirlo del OLAP tradicional, aunque también soporta tecnología MOLAP desde la versión 7i.
La suite de software más reciente se llama MicroStrategy 10. Esta versión incluye importantes mejoras en una serie de áreas, proporcionando a los negocios la capacidad de construir sus propios cuadros de mando en cuestión de minutos. Así mismo, Visual Insight es un producto que permite explorar los datos visualmente para descubrir ideas de negocio, analizar los datos importantes almacenados en Hadoop y otros motores, orientados a Big Data y mejorar la toma de decisiones.

## Productos que ofrece MicroStrategy
Microstrategy cuenta con una fuerte estrategia en el área de aplicaciones móviles con su producto Microstrategy Mobile, plataforma que permite a las organizaciones construir una amplia variedad de aplicaciones móviles esenciales que proporcionan inteligencia de negocios, transacciones y contenidos multimedia para aplicaciones en teléfonos móviles y Tabletas.
MicroStrategy Cloud proporciona a las compañías el aprovechamiento de una plataforma de Inteligencia de Negocios de clase mundial de una manera fácil, la cual permite implementar aplicaciones a miles de usuarios en corto tiempo, apoyando a reducir drásticamente riesgos de proyectos, costos operativos y eliminar los gastos de capital.
MicroStrategy Wisdom Profesional ofrece estudios de marketing sin precedentes y gráfico social de millones de usuarios de redes sociales; acceso a análisis únicos, diseñados para dar oportunidad a las empresas de entender aún mejor a sus consumidores, además de ofrecer productos y servicios.

## MicroStrategy en la actualidad
Como resultado de la consolidación en la industria de Negocios Inteligentes, MicroStrategy es uno de los pocos proveedores independientes de software BI. Cuando IBM anunció sus planes para adquirir Cognos, y SAP de adquirir Business Objects, MicroStrategy objetó reclutando a empleados de sus competidores y a empleados de sus clientes. 

MicroStrategy cuenta con clientes importantes, tales como: Lowes, McDonalds, el ejército de E.U., Universal Studios, KB Toys, y Priceline.com, entre otros. Clientes de MicroStrategy han invertido en el desarrollo a gran escala de almacenes de datos o sub-almacenes como parte de sus estrategias. 

En el Estudio 7 de Inteligencia de Negocio, una encuesta independiente realizada en el 2008, MicroStrategy recibió la máxima puntuación de producto, de acuerdo el criterio de lealtad de los vendedores encuestados.
MicroStrategy sigue evaluado como número uno en la fidelidad de sus clientes. asimismo en el 2008, fue colocado como líder en el cuadrante de Gartner "Magic Quadrant for Business Intelligence".
MicroStrategy cuenta con operaciones directas en 23 países de todo el mundo.